# Вересень 2023
Вересень 2023 — дев'ятий місяць 2023 року, що розпочався у п'ятницю 1 вересня та закінчився у суботу 30 вересня.

## Свята та пам'ятні дні
- 1 вересня — День знань, свято першого дзвоника — початок 2023—2024 навчального року у закладах загальної середньої та вищої освіти.
- 24 вересня, неділя — Всеукраїнський день дошкілля.

## Події
- 2 вересня
  - Олігарху Ігорю Коломойському вручили підозру за статтями КК про шахрайство та відмивання доходів[1]
- 6 вересня
  - Внаслідок ракетного удару в Костянтинівці загинуло 15 людей, поранено ще 35[2][3]
  - Помер Ігор Козловський — український релігієзнавець, письменник, громадський діяч, член Ініціативної групи «Першого грудня»[4]

- 8 вересня
  - У Києві Ялтинська Європейська Стратегія (YES) провела 18-ту щорічну (другу «військову») зустріч — «YES командний пункт: Майбутнє вирішується в Україні»[5][6]
  - Потужний землетрус магнітудою 6,8 стався після 23:00 за місцевим часом у горах Марокко, знайдено вже понад дві тисячі жертв[7][8]
  - Атлантичний ураган Лі досяг найвищої, п'ятої, категорії за шкалою Саффіра — Сімпсона[9]
  - У Росії та на тимчасово анексованій Росією території України розпочався так званий «Єдиний день голосування»[ru], який триватиме три дні[10]

- 9 вересня
  - Африканський Союз отримав статус постійного члена Групи двадцяти (G20)[11]
  - В індійському Нью-Делі відбувся 18-й саміт «великої двадцятки»[12]
  - Неймар забив 78-й і 79-й голи у складі збірної в матчі проти Болівії, який врешті завершився з розгромним рахунком 5:1. Таким чином Неймар затьмарив Пеле, як найкращий бомбардир національної збірної Бразилії після того (у Пеле було забито лише 77 голів)[13]

- 11 вересня
  - Унаслідок поводі в Лівії, викликаної штормом Данієль, загинуло понад 5000 людей[14]
  - Чоловіча збірна Німеччини з баскетболу уперше стала чемпіоном світу, обігравши Сербію[15]
  - На Венеціанському фестивалі[en] «Золотого лева» отримав фільм Бідолахи, режисера Йоргоса Лантімоса; найкращими акторами стали Пітер Сарсгаард і Кейлі Спейні, а режисер — Маттео Гарроне[16]
- 12 вересня
  - Аварійну посадку в полі здійснив літак компанії «Уральські авіалінії», інцидент з рейсом U6-1383 трапився о 9:44 за місцевим часом[17]

- 15 вересня
  - Евіка Сіліня стала прем'єр-міністром Латвії[18]

- 19 вересня
  - Азербайджан розпочав бойові дії в Нагірному Карабасі[19]

- 20 вересня
  - Біля водоспаду Каламбо в Замбії знайшли найстарішу дерев'яну споруду віком близько 476 тисяч років[20]